# 卡莱鲁埃加
卡莱鲁埃加，是西班牙卡斯蒂利亚-莱昂布尔戈斯省的一个市镇。总面积47平方公里，总人口430人（2001年），人口密度9人/平方公里。